# Lenny Kravitz
Leonard Albert Kravitz, ameriški pevec, tekstopisec, glasbenik, producent in igralec * 26. maj 1964, Manhattan, New York, ZDA.                 
Kravitzov glasbeni slog vključuje elemente rocka, bluesa, soula, R&B, funka, jazza, reggaeja, hard rocka, psihedelike, popa, folka in balada. Štiri leta zapored, med letoma 1999 in 2002 je osvojil nagrado Grammy za najboljšo moško vokalno izvedbo moškega rocka, s čimer je podrl rekord največ zmag v tej kategoriji in postavil rekord največ zaporednih zmag v eni kategoriji moškega. Bil je nominiran in prejemnik drugih nagrad, med drugim American Music Awards, MTV Video Music Awards, Radio Music Awards, Brit Awards in Blockbuster Entertainment Awards. Prav tako je bil uvrščen na 93. mesto v kategoriji "100 največjih izvajalcev hard rocka" skupine VH1. Leta 2011 je postal častnik Ordre des Arts et des Lettres in igral Cinno v filmski seriji Igre lakote. V svoji karieri je Kravitz izdal več kot 40 milijonov albumov po vsem svetu.
Kravitz je ločen in ima hčerko Zoë.